# Internazionali di Tennis di San Marino 1998
Gli Internazionali di Tennis di San Marino 1998 sono stati un torneo di tennis giocato sulla terra rossa. È stata l'11ª edizione degli Internazionali di Tennis di San Marino, che fanno parte della categoria International Series nell'ambito dell'ATP Tour 1998. Si sono giocati a San Marino nella Repubblica di San Marino, dal 10 al 16 agosto 1998.

## Campioni

### Singolare
Dominik Hrbatý ha battuto in finale  Mariano Puerta con il punteggio di 6–2, 7–5.

### Doppio
Jiří Novák /  David Rikl hanno battuto in finale  Mariano Hood /  Sebastián Prieto con il punteggio di 6–4, 7–6(6).